# Podkraj pri Velenju
Podkraj pri Velenju este o localitate din comuna Velenje, Slovenia, cu o populație de 626 de locuitori.